# Mike Wengren
Mike Wengren (nacido el 3 de septiembre de 1971) es un baterista de Chicago, Illinois, más conocido por ser miembro de la banda Disturbed. Es uno de los miembros fundadores de Disturbed, formado en 1996. Su apellido, Wengren, es de origen alemán.
Mike es el baterista de la banda Flight Or Fight en la cual el Guitarrista es su compañero de la banda Disturbed, Dan Donegan.

## Historia
Nacido y criado en el Evergreen Park, Illinois, Wengren empezó tocando la batería a la temprana edad de 10 años, desde la cual estuvo aprendiendo, pero no comenzó a tocar seriamente hasta los 15 años.
Sus principales influencias son Metallica, Slayer, Pantera, Testament, Racer X, Judas Priest y Mötley Crüe.
En los últimos años, ha aparecido en los anuncios de la marca Pearl, y para los parches de tambor de Evans. Además, utiliza los platillos Sabian y los palillos de Vater.
Su kit anterior era un "cranberry fade" de la serie Pearl MRX Masters Series con hardware negro.

## Equipamiento
Pearl Reference Series Custom
- 22x18 bass drum x 2
- 10x8 tom
- 12x9 tom
- 14x11 tom
- 16x14 tom
- 18x16 tom
- 14x6.5 snare drum
- 14x6.5 steel Reference snare drum

Platos Sabian
- Chopper 12"
- AA Metal-X Hats 14"
- AA Metal-X Splash 12"
- AA Metal-X Crash 18"
- AA Metal-X Crash 19"
- AA Metal-X Chinese 18"
- 23" Limited Edition OverRide
- AA Rock Crash 19"
- AAX X-Treme Chinese 19"
- AA Metal-X Hats 15"
- AA Rock Crash 17"
- AA Rock Crash 18"

Baquetas Vater

## Discografía
Brawl
- Demo Tape (1994)

Disturbed
- Demo (1998)
- The Sickness (2000)
- Believe (2002)
- Ten Thousand Fists (2005)
- Indestructible (2008)
- Asylum (2010)
- The Lost Children (2011)
- Immortalized (2015)

George Lynch's Souls of We
- Let the Truth Be Known (2009)

Fight or Flight
- A Life by Design? (2013)

Otras apariciones
- "A Song for Chi" (2009)